# Machetazo
Machetazo fue un grupo de deathgrind de La Coruña (España) formado en 1994, lo que les convierte en una de las bandas más longevas dentro del underground de la música extrema de España.

## Historia
Machetazo se formaron en La Coruña en 1994 como proyecto paralelo de otro par de bandas death metal de la zona. Inicialmente son más noisecore que grindcore. Graban dos demos, "46 cabezas aplastadas por un yunque oxidado" en 1995, y "Realmente disfruto comiendo cadáveres" en 1997. Esta última les vale un gran reconocimiento internacional, y es reeditada en 1999 por el sello Fudgeworthy Records de Estados Unidos. Utilizan como intro para sus canciones, cortos de películas como ya lo hicieran otros como Mortician o Impétigo, un recurso no muy utilizado en la actualidad.
Es entonces cuando Machetazo dejan de ser un proyecto paralelo para convertirse en una banda estable, aunque problemas de formación les obligan a permanecer como dúo. Así graban su primer CD en 1999, "Carne de cementerio" que es publicado por el sello estadounidense Razorback Records. A éste le siguen numerosos singles compartidos (split singles). Ya sólo con Dopi como único miembro original junto a Rober, Machetazo graban su segundo disco, "Trono de Huesos" (2002). En este trabajo la banda rinde tributo al seminal sonido grindcore en un trabajo que les aproxima al sonido de bandas como Carcass o Repulsion. Tras la edición de "Trono de Huesos" Machetazo completan la primera formación estable de toda su carrera: Dopi a la batería y voz; Carlos "Cadáver" al bajo y voces; y Rober a la guitarra.
Tras probar esta formación con un par de singles, Machetazo publican su tercer disco en 2005, "Sinfonías del Terror Ciego", álbum conceptual sobre el cineasta gallego Amando de Ossorio. Con él consiguen la consagración definitiva y 2006 es un año de intensas giras y proyectos. En 2006 publican un split single con Total Fucking Destruction en el sello americano Relapse Records, un recopilatorio titulado Ultratumba y en 2007 otro split con Ribspreader.
En junio de 2008 sale a la venta su 4º disco, Mundo Cripta. Poco después, Carlos Cadáver abandonaba la formación. Meses más tarde la banda hacía público el nombre de su sustituto: Santi, también vocalista de la banda Nasghul, que estuvo en la banda un año aproximadamente ayudando en varios conciertos y giras. Actualmente Machetazo funciona como dúo, y para las actuaciones en directo cuentan con la ayuda de Iñaki, miembro de Dishammer/Moho/Looking For An Answer y exmiembro de Denak.
En 2014 anuncian en su web oficial su separación.

## Componentes
- Dopi: Batería y voz
- Rober: Guitarra y bajo

## Proyectos paralelos
A lo largo de los años, los miembros de Machetazo han ido formando una serie de proyectos paralelos a la banda.
Dopi también es el vocalista y letrista de Dishammer, un grupo crust/thrash a caballo entre Madrid y La Coruña, formado por miembros de Moho, Looking For An Answer y Disnation. En diciembre de 2008, publicaron su primer LP, "Vintage Addiction" por Hells Headbangers (USA).
Rober es el guitarra, bajista y compositor de Banished From Inferno, un trío de death metal de la vieja escuela. Los otros miembros de la banda son el sueco Roger "Rogga" Johansson, vocalista de bandas como Paganizer, Ribspreader o Putrevore; y el batería Phlegeton, miembro de bandas como Wormed, Human Mincer, Godüs o Unsane Crisis. La banda publicó su primer mini-Cd en agosto de 2008 a través de Ibex Moon Records (USA).

## Sellos
Machetazo han publicado material principalmente en dos sellos: Razorback Records (USA) ha publicado sus tres primeros discos en CD, mientras que el sello asturiano Throne Records se ha encargado de las ediciones en LP de los mismos. Su cuarto disco fue editado por Throne Records (España) y No Escape (Australia) en CD y por Power It Up (Alemania) en LP.
Pero Machetazo también han visto sus trabajos publicados en una varios de pequeños sellos underground internacionales, como Doomentia Records (Rep. Checa), Living Dead Society (España), Parasitic Records (USA), Power It Up (Alemania), Al Pacino Records (USA), Escorbuto Records (Suecia), First Blood Family (USA), Frigidity Records (Japón), Goryfied Productions (Suecia), Hells Headbangers (USA), Ironía Records (España), Last House On The Right Records (USA), Relapse (USA), Sterilized Decay Records (UK), Upground Records (España), Apathic View Productions (Alemania), Black Mass Records (España), Dysphoria Records (USA)...

## Discografía
- "46 cabezas aplastadas por un yunque oxidado" demotape 1994
- "Realmente disfruto comiendo cadáveres" demotape 1997 / 10" MLP (Fudgeworthy - USA) 1999
- "Carne de cementerio" CD/LP (Razorback Records - USA / Throne Records - España) 2000
- Split 7" w/ Corrupted (Frigidity Records - Japón) 2000
- Split 7" w/ Rise Above (Sterilized Decay Records - UK) 2000
- Split 7" w/ Bodies Lay Broken (Al Pacino Records - USA) 2001
- Split MCD/7" w/ Abscess (Upground Records / Ironía Records / Throne - España) 2001
- "Trono de Huesos" CD/LP (Razorback Records - USA / Throne Records - España) 2002
- "The maggot sessions" 7"/MCD (First Blood Family - USA / Living Dead Society - España) 2003
- "Horror grind" 7"/MCD (Last House On The Right Records - USA) 2004
- Split 7" w/ General Surgery (Escorbuto Records / Goryfied Productions - Suecia) 2004
- "Dead...in the raw!" live cassette (?) 2004
- "Sinfonías del terror ciego" CD/LP (Razorback Records - USA / Throne Records - España) 2005
- Split 7" w/ Cianide (Hells Headbangers - USA) 2005
- Split 7" w/ Total Fucking Destruction (Relapse Records - USA) 2006
- "Ultratumba" CD/Doble LP (Living Dead Society - España / Apathic View Productions - Alemania) 2007–2011
- Split 7" w/ Ribspreader (The Spew Records - Italia) 2007
- "Mundo Cripta" CD/LP (Throne - España / No Escape - Australia / Power It Up - Alemania)2008
- Split 7" w/ Winters In Osaka (Torture Garden - USA) 2009
- "Necrocovered" MCD/10" (Living Dead Society - España / Parasitic - USA) 2010
- "Desolación Mental" 7"EP (Doomentia Records - República Checa) 2011
- "Live at CBGB - New York City" LP (Black Mass Records - España) 2011
- Split 12" w/ Marrow (Dysphoria Records - USA) 2011
- "Ruin" CD/LP (Doomentia Records - República Checa) 2013